# パウロ・セルジオ・シウヴェストレ・ド・ナシメント
パウロ・セルジオ・シウヴェストレ・ド・ナシメント（Paulo Sérgio Silvestre do Nascimento、1969年6月2日 - ）は、ブラジル・サンパウロ出身の元同国代表サッカー選手。高い技術力と驚異的なまでのスピード、ゴールへの嗅覚を武器に、主に右サイドのウイングとして活躍した。

## 経歴
子供の頃はパイロットになることが夢であった。SCコリンチャンス・パウリスタのユースチームを経て、トップチームデビュー。しかし、ネルシーニョ監督が率いていたGEノヴォリゾンチーノへレンタルに出された。ネルシーニョがコリンチャンスの監督に就任すると、コリンチャンスへと複帰し、頭角を現した。翌年には代表でプレー。コリンチャンスでは様々なポジションをこなし、1993年2月7日には、試合途中から急遽GKとしてプレーしたこともあった。
代表には、1991年12月18日のチェコスロバキア戦でデビュー。1994年のワールドカップアメリカ大会ではグループリーグの2試合、カメルーン戦とスウェーデン戦に途中出場したのみに終わるが、優勝を果たした。
1993年にバイエル・レヴァークーゼンへ移籍。移籍初年度からリーグ戦32試合で17ゴールを挙げ活躍した。1994-95シーズンからは、名手ルディ・フェラーが加入してきたことで出場機会が減ったが、フェラーが引退すると再びレギュラーに戻り、33試合で17ゴールを挙げた。レヴァークーゼンでは4シーズンプレーした。
1997年にカルロス・ビアンチの要望でASローマへ移籍。フランチェスコ・トッティ、マルコ・デルヴェッキオと共に攻撃陣を形成。主に右WGでプレーし、2シーズンの間に57試合で22ゴールを挙げた。
1999-00シーズンから、ブンデスリーガのバイエルン・ミュンヘンへ移籍。在籍した3シーズンでリーグ優勝二連覇、UEFAチャンピオンズリーグ、インターコンチネンタルカップ優勝等、数々の優勝を経験、通算125試合に出場34ゴールを挙げた。
2002年に退団後はUAEで1年プレーし、ブラジルへ戻り引退した。

## 所属クラブ
- SCコリンチャンス・パウリスタ 1988-1993
  - → GEノヴォリゾンチーノ1989-1990 (レンタル)
- バイエル・レヴァークーゼン 1993-1997
- ASローマ 1997-1999
- バイエルン・ミュンヘン 1999-2002
- アル・ワフダ・アブダビ 2002
- ECバイーア 2003

## 代表歴

### 出場大会
- ブラジル代表
  - 1994 FIFAワールドカップ (優勝)

### 試合数
- 国際Aマッチ 12試合 2得点（1991年-1994年）[5]

| ブラジル代表 | 国際Aマッチ | 国際Aマッチ |
| 年           | 出場        | 得点        |
| ------------ | ----------- | ----------- |
| 1991         | 1           | 0           |
| 1992         | 5           | 2           |
| 1993         | 2           | 0           |
| 1994         | 4           | 0           |
| 通算         | 12          | 2           |